# Coupe d'Irlande de football 1938-1939
Navigation
Édition précédente Édition suivante
La Coupe d'Irlande de football 1938-1939, en anglais The Football Association of Ireland Challenge Cup, est la 18e édition de la Coupe d'Irlande de football organisée par la Fédération d'Irlande de football. La compétition commence le 5 février 1939, pour se terminer le 3 mai 1939. Le Shelbourne Football Club remporte pour la première fois la compétition en battant en finale le Sligo Rovers Football Club. Les deux équipes n'ayant pu se départager, un match d'appui est organisé.

## Organisation
La compétition rassemble les douze clubs évoluant dans le championnat d'Irlande auxquels s'ajoutent quatre clubs évoluant dans les championnats provinciaux du Munster et du Leinster : Distillery, Cobh Ramblers FC, UCD et Cork Bohemians.
Les matchs ont lieu sur le terrain du premier nommé. En cas d'égalité un match d'appui est organisé sur le terrain du deuxième tiré au sort.

## Premier tour
Les matchs se déroulent les 5, 11 et 12 février 1939. Les matchs d'appui se déroulent les 15 et 16 février.
| Club recevant            | Score | Club visiteur                    | Date           |
| ------------------------ | ----- | -------------------------------- | -------------- |
| Cobh Ramblers FC         | 1-2   | Cork Bohemians                   | 5 février 1939 |
| Shelbourne Football Club | 2-0   | Saint James's Gate Football Club | 11 février     |
| UCD                      | 1-1   | Bray Unknowns                    | 11 février     |
| Bray Unknowns            | 1-0   | UCD                              | 15 février     |
| Bohemian FC              | 2-2   | Shamrock Rovers                  | 12 février     |
| Shamrock Rovers          | 0-1   | Bohemian FC                      | 15 février     |
| Cork City                | 1-2   | Sligo Rovers                     | 12 février     |
| Dundalk FC               | 2-1   | Drumcondra FC                    | 12 février     |
| Limerick Football Club   | 1-1   | Waterford FC                     | 6 février      |
| Waterford FC             | 3-0   | Limerick Football Club           | 16 février     |

## Deuxième tour
Les matchs se déroulent les 4 et 5 mars 1939. Les matchs d'appui se déroulent les 8 et 15 mars.
| Club recevant | Score | Club visiteur  | Date        |
| ------------- | ----- | -------------- | ----------- |
| Bray Unknowns | 2-2   | Shelbourne FC  | 4 mars 1938 |
| Shelbourne FC | 2-2   | Bray Unknowns  | 8 mars      |
| Bray Unknowns | 0-1   | Shelbourne FC  | 15 mars     |
| Bohemian FC   | 3-1   | Cork Bohemians | 5 mars      |
| Dundalk FC'   | 4-0   | Waterford FC   | 5 mars      |
| Sligo Rovers  | 2-1   | Distillery     | 5 mars      |

## Demi-finales
| Première demi-finale | Shelbourne Football Club | 1-0 | Bohemian Football Club | Glenmalure Park, Dublin |  |
| 25 mars 1939         | Weir                     |     |                        |                         |  |

| Deuxième demi-finale | Sligo Rovers Football Club | 2-1 | Dundalk Football Club | Dalymount Park, Dublin |  |
| 26 mars 1939         | O'Connor Began             |     | McArdle               |                        |  |

## Finale
La finale a lieu le 23 avril 1939. Elle se déroule devant environ 30 000 spectateurs rassemblés dans le Dalymount Park à Dublin. Shelbourne et Sligo n'arrivent pas à se départager et se séparent sur le score de un but partout.
Dans les rangs de Shelbourne, le gardien de but John Webster et l'arrière gauche Charlie Lennon disputent leur troisième finale consécutive. Ils ont joué les deux précédentes avec le Saint James's Gate Football Club.
| Finale        | Shelbourne Football Club | 1-1     | Dundalk Football Club | Dalymount Park, Dublin                                |                                                       |
| 23 avril 1939 | Sammy Smyth 80e | (0-1)   | Dixie Dean 43e | Spectateurs : 30 000 Arbitrage : H. Hertles (Runcorn) | Spectateurs : 30 000 Arbitrage : H. Hertles (Runcorn) |
| 23 avril 1939 | John Webster, William Glen, Johnny Preston, Hugh Sharkey, Billy Little, Charlie Lennon, Patrick Drain, Alec Weir, Tom Flynn, Sean Bafle, Sammy Smyth. | Équipes | David Cranston, Gerry McDaid, Daniel Livesley, William Hay, Alf Peachey, John Burns, Matt Began, Hugh O'Connor, William 'Dixie' Dean, William Johnstone, Paddy 'Monty' Monaghan. | Spectateurs : 30 000 Arbitrage : H. Hertles (Runcorn) | Spectateurs : 30 000 Arbitrage : H. Hertles (Runcorn) |

Le match d'appui est organisé le 3 mai dans le même stade. Cette fois-ci ce sont 28369 spectateurs qui assistent à la rencontre. Shelbourne l'emporte un but à zéro. Le but victorieux est marqué par William Glen en deuxième mi-temps.
Pour ce match, Shelbourne fait entrer Tommy Priestley à la place de Patrick Drain. Priestley, habituel titulaire de Shelbourne et international nord-irlandais, avait refusé de jouer le premier match car cela allait contre ses préceptes religieux, la finale devant être jouée un dimanche.
| Finale, match d'appui | Shelbourne Football Club | 1-0     | Dundalk Football Club | Dalymount Park, Dublin                                |                                                       |
| 3 mai 1939            | William Glen | (0-0)   | | Spectateurs : 28 369 Arbitrage : H. Hertles (Runcorn) | Spectateurs : 28 369 Arbitrage : H. Hertles (Runcorn) |
| 3 mai 1939            | John Webster, William Glen, Johnny Preston, Hugh Sharkey, Billy Little, Charlie Lennon, Tommy Priestley, Alec Weir, Tom Flynn, Sean Bafle, Sammy Smyth. | Équipes | David Cranston, Gerry McDaid, Daniel Livesley, William Hay, Alf Peachey, Grahan, Matt Began, Hugh O'Connor, William 'Dixie' Dean, William Johnstone, Paddy 'Monty' Monaghan. | Spectateurs : 28 369 Arbitrage : H. Hertles (Runcorn) | Spectateurs : 28 369 Arbitrage : H. Hertles (Runcorn) |